# Twierdzenie naukowe
Twierdzenie naukowe – zdanie oznajmiające spełniające następujące warunki:
- można wobec niego sformułować kryteria pozwalające na eksperymentalne, obserwacyjne lub logiczne ich obalenie (falsyfikowalne według zasad Karla R. Poppera),
- istnieją reguły jego odczytania, które ograniczają do skończoności liczbę ich interpretacji (kryterium precyzji Józefa Bocheńskiego),
- odnosi się do empirycznie doświadczalnej lub logicznie definiowanej rzeczywistości (tzw. widły Hume’a),
- jest elementem zbioru twierdzeń paradygmatu wyjaśniającego rzeczywistość i pozwalającego na przewidywanie jej przyszłych stanów (koncepcja nauki normalnej T. S. Kuhna),
- twierdzenie będące najprostszym z możliwych opisów świata (tzw. Brzytwa Ockhama).

## Podział twierdzeń naukowych
Zdanie analityczne – jego wartość logiczną (prawdę lub fałsz) można wykazać na podstawie analizy użytych w nim wyrażeń i któremu nie można zaprzeczyć bez naruszania reguł obowiązujących w danym języku. Według Ajdukiewicza zdaniu analitycznemu można zaprzeczyć, pod warunkiem, że zwiąże się je z innym znaczeniem aniżeli to, które na gruncie danego języka posiada, np. Szwagier to mąż mojej siostry, 2+2=4, Nieprawda, że Poznań jest i nie jest portem morskim.
Zdanie syntetyczne – jego wartość logiczna (prawda lub fałsz) nie może być ustalona bez odwoływania się do rzeczywistości.
1. zdanie empiryczne – intersubiektywnie kontrolowalne (badacze zajmujący się daną dziedziną naukową są je w stanie niezależnie od siebie sprawdzić) i intersubiektywnie komunikowalne (kiedy występuje tożsamość języka wśród reprezentantów danej dyscypliny naukowej)
  1. jednostkowe – dotyczy jednostkowych zjawisk i procesów
    - atomowe – np. Kraków jest portem morskim, Homer istniał naprawdę
    - molekularne – suma logiczna zdań np. Nieprawda, że Kraków jest portem morskim, Paweł i Gaweł w jednym stali domku

  2. szczegółowe (egzystencjalne) – rozpoczyna się jawnym lub ukrytym zwrotem egzystencjalnie kwantyfikującym (niektóry, niektórzy, pewny pewien) np. Są tacy Polacy, którzy są bogaci → Niektórzy Polacy są bogaci
  3. ogólne – zawieraje, jawny lub ukryty, zwrot kwantyfikujący generalnie (każdy, wszelki, zawsze, dowolny)
    - enumeracyjnie ogólne – posiada imiona własne lub inne ograniczenia czasowo-przestrzenne. np. Wszystkie kraje skandynawskie w XX w. były monarchiami konstytucyjnymi
    - ściśle ogólne – twierdzenie tak sformułowane, że nie można rozstrzygnąć, czy dotyczy ono skończonej liczby przypadków, czy też nie i czy te przypadki są w zamkniętym obszarze czaso-przestrzennym, czy też nie. np. Jabłka rosną na drzewach, Wraz ze wzrostem płac maleją wydatki na żywność
2. aksjologiczne (oceny i normy)
  1. ocena – orzeka o pewnych obiektach lub ich stanach, że są wartościowe
    - właściwa – ma charakter autoteliczny (nie wymaga odniesienia do rzeczywistości) np. Zosia jest śliczna
    - instrumentalna (utylitarna) – pewien stan rzeczy jest oceniany ze względu na jego następstwa. np. Aspiryna jest dobra na przeziębienia

  2. norma – zawiera nakazy lub zakazy postępowania
    - właściwa – pokazuje cel, a nie środki potrzebne do jego osiągnięcia. np. Zakaz wjazdu
    - instrumentalna (utylitarna) – pokazuje cel, jak i drogę niezbędną do jego realizacji. np. Pij mleko – będziesz wielki